# 7901 Коннай
7901 Коннай (7901 Konnai) — астероїд головного поясу, відкритий 19 лютого 1996 року.
Тіссеранів параметр щодо Юпітера — 3,415.
Названо на честь Коннай (яп. こんない(今内) коннай)